# Севернобанатски окръг
Севернобанатски окръг (на сръбски: Severnobanatski okrug или Севернобанатски округ; на унгарски: Észak Bánsági Körzet; на хърватски: Sjevernobanatski okrug; на словашки: Severobanátsky okres; на румънски: Districtul Banatul de Nord; на русински: Сивернобанатски окрух) е окръг в Автономна област Войводина, в историческата област Банат, Република Сърбия.
Административен център на окръга e град Кикинда, а населението на окръга наброява 165 881 души.

## Население
Населението на окръга е многонационално, като най-големите етнически групи са:
- унгарци – 78 551 (47,35%)
- сърби – 72 242 (43,55%)
- цигани – 3944 (2,37%)
- югославяни – 3018 (1,81%)

Най-разпространени езици са:
- унгарски – 79 779 (48,09%)
- сръбски – 79 754 (48,08%)
- цигански – 3240 (1,95%)

## Аминистративно деление
- Община Канижа
- Община Сента
- Община Ада
- Община Чока
- Община Нов Кнежевац
- Община Кикинда

Общините, в които сърбите са мнозинство са Кикинда (76,43%) и Нов Кнежевац (59,53%), докато с унгарско мнозинство са Ада (76,64%), Чока (51,56%), Канижа(86,52%) и Сента (80,51%).